# Luiz Alfredo Garcia-Roza
Pour les articles homonymes, voir Garcia et Roza.
Œuvres principales
- Série Commissaire Espinosa

Luiz Alfredo Garcia-Roza, né le 16 septembre 1936, à Rio de Janeiro et mort le 16 avril 2020 dans la même ville, est un écrivain brésilien.

## Biographie
Venu tard à l'écriture, Luiz Alfredo Garcia-Roza consacre 35 ans à enseigner la psychanalyse à l'Université fédérale de Rio de Janeiro, puis commence par publier des essais, puis un premier roman, Le Silence de la pluie, qui connaît un franc succès au Brésil et aux États-Unis. Ce roman marque l'entrée en scène du commissaire Espinosa, qui réapparaîtra dans plusieurs de ses ouvrages. Souvent comparé à Raymond Chandler, maître du roman noir américain, Luiz Alfredo Garcia-Roza bâtit des histoires à suspense qui mêlent humour et situations fortes, avec pour décor l'atmosphère souvent sordide des bas-fonds de Rio et les quartiers de Copacabana et Peixoto.

## Œuvre

### Romans

#### SérieCommissaire Espinosa
- Le Silence de la pluie, Actes Sud, coll. « Lettres latino-américaines », 2004 ((pt) O silêncio da chuva, Cia. das Letras, 1996), trad. Vitalie Lemerre et Eliana Machado, 299 p.  (ISBN 2-7427-4939-X)Réédition Actes Sud, coll. « Babel noir » no 11, 2007, 287 p. (ISBN 978-2-7427-6795-3)
- Objets trouvés, Actes Sud, coll. « Lettres latino-américaines », 2007 ((pt) Achados e perdidos, Cia. das Letras, 1999), trad. Vitalie Lemerre et Eliana Machado, 303 p.  (ISBN 2-7427-5461-X)Réédition Actes Sud, coll. « Babel noir » no 27, 2009, 301 p. (ISBN 978-2-7427-8377-9)
- Bon anniversaire, Gabriel !, Actes Sud, coll. « Actes noirs », 2006 ((pt) Vento sudoeste, Cia. das Letras, 1999), trad. Vitalie Lemerre et Eliana Machado, 291 p.  (ISBN 2-7427-6159-4)Réédition Actes Sud, coll. « Babel noir » no 35, 2010, 289 p. (ISBN 978-2-7427-9135-4)
- L'Étrange Cas du Dr Nesse, Actes Sud, coll. « Actes noirs », 2010 ((pt) Perseguido, Cia. das Letras, 2001), trad. Sébastien Roy, 269 p.  (ISBN 978-2-7427-6459-4)Réédition Actes Sud, coll. « Babel noir » no 110, 2014, 269 p. (ISBN 978-2-330-02866-4)
- Une fenêtre à Copacabana, Actes Sud, coll. « Actes noirs », 2008 ((pt) Uma janela em Copacabana, Cia. das Letras, 2004), trad. Vitalie Lemerre et Eliana Machado Meugé, 286 p.  (ISBN 978-2-7427-7591-0)Réédition Actes Sud, coll. « Babel noir » no 54, 2011, 286 p. (ISBN 978-2-330-00262-6)
- (pt) Berenice procura, Cia. das Letras, 2005
- Nuit d’orage à Copacabana, Actes Sud, coll. « Actes noirs », 2015 ((pt) Espinosa sem saída, Cia. das Letras, 2006), trad. Sébastien Roy, 245 p.  (ISBN 978-2-330-03906-6)
- (pt) Na multidão, Cia. das Letras, 2007
- (pt) Céu de origamis, Cia. das Letras, 2009
- (pt) Fantasma, Cia. das Letras, 2012
- (pt) Um lugar perigoso, Cia. das Letras, 2014
- (pt) A última mulher, Cia. das Letras, 2019

### Autres publications
- (pt) Acaso e repetição em psicanálise, Zahar, 1986
- (pt) Freud e o inconsciente, Zahar, 1987
- (pt) Palavra e verdade, Zahar, 1990
- (pt) O mal radical em Freud, Zahar, 1990
- (pt) Introdução à metapsicologia freudiana 1, Zahar, 1991
- (pt) Introdução à metapsicologia freudiana 2, Zahar, 1993
- (pt) Introdução à metapsicologia freudiana 3, Zahar, 1995
- (pt) Afasias, Zahar, 2014